# 周尧卿
周尧卿（995年—1045年），初名奭，字子俞，道州永明（今江永县城下乡叠楼村）人。
生于宋太宗至道元年，十二歲喪父，于毛郑《诗》及左氏《春秋》研习尤深，宋仁宗天圣二年（1024年）進士。歷官连州、德州二州司理參軍、桂州司錄，又曾通判饒州，官至太常博士，“于昆弟尤笃友爱”，常分其傣以明宗族亲友，“四海表于金石示之后世”。与周敦颐并称为“潇川二先生”，子孙三代有十四名進士。庆历五年，范仲淹荐其经行可为师表，未及用而卒。有《诗说》三十卷。

## 延伸阅读
[在维基数据编辑]
 《宋史·卷432》，出自脱脱《宋史》